# Umrani
Umrani (en ourdou : عمرانى) est une tribu baloutche, originaire des provinces pakistanaises du Baloutchistan et Sind. Les tribus résident principalement dans les districts de Nasirabad et Jafarabad
Les umranis parlent baloutche et sindhi.
En 2008 le chef des umranis est Fateh Ali Khan Umrani, conseiller du Premier ministre du pakistanais pour le district Nazim.